# Vaccinium retivenium
Vaccinium retivenium är en ljungväxtart som beskrevs av Herman Otto Sleumer. Vaccinium retivenium ingår i Blåbärssläktet, och familjen ljungväxter. Inga underarter finns listade i Catalogue of Life.